# إرفينغ فريز
إرفينغ فريز (بالإنجليزية: Irving Freese) هو سياسي أمريكي، ولد في 19 فبراير 1903 في الولايات المتحدة، وتوفي في 11 سبتمبر 1964 في نوروولك في الولايات المتحدة. حزبياً، نشط في الحزب الاشتراكي الأمريكي.